# 特里略
特里略，是西班牙卡斯蒂利亚-拉曼恰瓜达拉哈拉省的一个市镇。总面积162平方公里，总人口1356人（2001年），人口密度8人/平方公里。